# Ошоала, Асисат
Асисат Ламина Ошоала (англ. Asisat Lamina Oshoala; род. 9 октября 1994, Икороду, Лагос) — нигерийская футболистка, форвард американского клуба «Бэй» и национальной сборной Нигерии. Трёхкратная победительница Кубка Африки. Три раза признавалась Футболисткой года в Африке. Участница чемпионатов мира 2015 и 2019 годов. Стала первой африканской футболисткой, выигравшей Лигу чемпионов УЕФА. Член ордена Нигера.

## Карьера
Асисат Ошоала родилась 9 октября 1994 года в Икороду, выросла в Лагосе. В футбол она начала играть на улице с мальчиками. В детстве кумирами Асисат были Перпетуа Нквоча, Джей-Джей Окоча и Нванкво Кану. В возрасте пятнадцати лет она бросила школу ради футбольной карьеры. В Нигерии Ошоала играла за клубы «Робо» и «Ривер Энджелс».
В 2014 году Асисат в составе сборной Нигерии возрастной категории до 20 лет стала серебряным призёром чемпионата мира. На турнире она забила семь мячей, став лучшим бомбардиром, и была признана лучшей футболисткой чемпионата. В том же году в составе первой сборной она выиграла Кубок Африки. В сентябре президент Нигерии Гудлак Джонатан наградил спортсменку Орденом Нигера. В начале 2015 года Ошоала перешла в «Ливерпуль», став первой африканской футболисткой в чемпионате Англии. В мае её признали Футболисткой года по версии BBC, она стала первой обладательницей этой награды. Летом Асисат вошла в состав сборной на чемпионат мира в Канаде.
В сезоне 2015 года Ошоала сыграла за Ливерпуль в двенадцати матчах чемпионата, забив три мяча. В январе 2016 года она перешла в лондонский «Арсенал». В составе «Арсенала» Асисат стала победительницей Кубка Англии. В декабре в составе сборной Нигерии она второй раз в карьере выиграла Кубок Африки и стала его лучшим бомбардиром, её также признали лучшей футболисткой Африки. В феврале 2017 года клуб объявил о переходе Асисат в китайский «Далянь Цюаньцзянь».
За «Далянь Цюанцзянь» Асисат играла в течение двух лет. В 2017 году она забила за клуб двенадцать мячей, став лучшим бомбардиром чемпионата. По итогам сезона «Далянь» выиграл чемпионат и кубок, а Ошоала была признана лучшим игроком. В начале 2018 года она получила награду Лучшей футболистке Африки. В декабре Асисат в третий раз выиграла Кубок Африки в составе сборной, забив на турнире три мяча.

### «Барселона»
В январе 2019 года она на правах аренды перешла в «Барселону». Главной целью трансфера, по её словам, было поддержание спортивной формы до начала чемпионата мира во Франции. В конце мая Ошоала подписала с «Барселоной» контракт на три года.
29 января 2023 Асисат оформляет хет-трик в матче с «Тенерифе». Один из мячей становится ее сотым за каталонский клуб. Этой отметки удалось достичь всего за 131 игру.

## Карьера в сборной
На мировом первенстве 2019 года, который проходил в июне во Франции, Асисат во втором матче группового турнира против сборной Южной Кореи забила гол на 75-й минуте и установила окончательный счёт 2:0 в пользу своей команды.

## Статистика выступлений

### Клубная статистика
| Клуб             | Сезон            | Лига | Лига | Кубок | Кубок | Лига чемпионов | Лига чемпионов | Суперкубок Испании | Суперкубок Испании | Кубок Каталонии | Кубок Каталонии | Итого | Итого |
| Клуб             | Сезон            | Игры | Голы | Игры  | Голы  | Игры           | Голы           | Игры               | Голы               | Игры            | Голы            | Игры  | Голы  |
| ---------------- | ---------------- | ---- | ---- | ----- | ----- | -------------- | -------------- | ------------------ | ------------------ | --------------- | --------------- | ----- | ----- |
| Барселона        | 2018/19          | 7    | 7    | 1     | 0     | 3              | 1              | -                  | -                  | 0               | 0               | 11    | 8     |
| Барселона        | 2019/20          | 19   | 20   | 2     | 2     | 5              | 1              | 2                  | 3                  | 2               | 2               | 30    | 28    |
| Барселона        | 2020/21          | 26   | 18   | 3     | 2     | 9              | 4              | 1                  | 0                  | -               | -               | 39    | 24    |
| Барселона        | 2021/22          | 19   | 20   | 1     | 1     | 6              | 1              | 2                  | 0                  | -               | -               | 28    | 22    |
| Барселона        | 2022/23          | 28   | 21   | 1     | 0     | 9              | 5              | 2                  | 1                  | -               | -               | 40    | 27    |
| Барселона        | 2023/24          | 9    | 6    | 2     | 1     | 1              | 1              | 2                  | 0                  | -               | -               | 14    | 8     |
| Барселона        | Итого            | 108  | 92   | 10    | 6     | 33             | 13             | 9                  | 4                  | 2               | 2               | 162   | 117   |
| Всего за карьеру | Всего за карьеру | 0    | 0    | 0     | 0     | 0              | 0              | 0                  | 0                  | 0               | 0               | 0     | 0     |

## Достижения

### Клубные
«Риверс Энджелс»
- Чемпионка Нигерии: 2014
- Обладательница Кубка Нигерии: 2013, 2014

«Арсенал»
- Обладательница Кубка Англии: 2015/16

«Далянь Цюаньцзянь»
- Чемпионка Китая: 2017

 «Барселона»:
- Чемпионка Испании (4): 2019/20, 2020/21, 2021/22, 2022/23
- Обладательница Кубка Испании (3): 2019/20, 2020/21, 2021/22
- Обладательница Суперкубка Испании (3): 2019/20, 2021/22, 2022/23
- Победительница Лиги чемпионов УЕФА (2): 2020/21, 2022/23
- Обладательница Кубка Каталонии (1): 2019

Итого: 13 трофеев
Сборная Нигерии
- Побетилельница Кубка Африки: 2014, 2016, 2018